# Hope (Idaho)
Hope è una città degli Stati Uniti d'America, situata nello Stato dell'Idaho e in particolare nella Contea di Bonner.

## Curiosità
La città di Hope è presente in ben 2 videogiochi:
-in Prototype è la sede di un test militare governativo segreto che porterà all'uccisione di tutti gli abitanti
-in Hitman - Absolution è la patria di Dexter, uno dei principali antagonisti del protagonista e qui avverranno alcune delle missioni centrali del gioco.